# 윈저의 즐거운 아낙네들

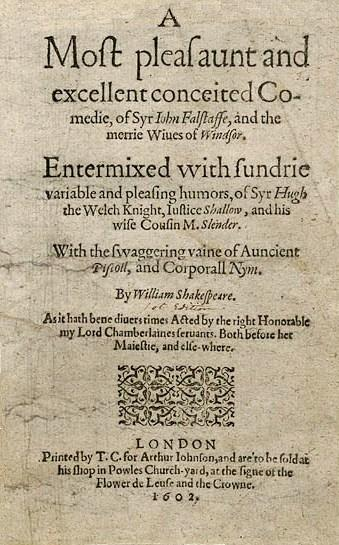
1602년 표지

《윈저의 즐거운 아낙네들》(영어: The Merry Wives of Windsor 또는 영어: Sir John Falstaff and the Merry Wives of Windsor)은 윌리엄 셰익스피어가 쓴 희곡으로 1602년에 최초로 출판되었다. 제목에 등장하는 윈저는 잉글랜드 버크셔주에 위치한 윈저성에 위치한 윈저 마을을 가리킨다. 시대적 배경은 헨리 4세 통치 기간 또는 헨리 5세의 집권 초기 부분에 해당한다. 전설에 의하면 이 작품은 엘리자베스 1세가 《헨리 4세 1부》를 보고 나서 셰익스피어에게 팔스타프의 사랑을 묘사한 희곡을 써달라는 요청으로 만들어진 것으로 알려져 있다.